# Élections cantonales de 2004 en Haute-Savoie
Les élections cantonales ont eu lieu les 21 et 28 mars 2004.
Lors de ces élections, 17 des 34 cantons de la Haute-Savoie ont été renouvelés. Elles ont vu la reconduction de la majorité UMP dirigée par Ernest Nycollin, président du conseil général depuis 1998.

## Résultats à l’échelle du département
Répartition départementale des résultats (2e tour).
- PCF (1,51 %)
- PS (28,41 %)
- DVG (4,39 %)
- Divers (7,85 %)
- UMP (23,12 %)
- UDF (6,96 %)
- DVD (23,88 %)
- FN (3,89 %)

| Étiquette      | Étiquette                          | Premier tour | Premier tour | Second tour | Second tour | Sièges |
| Étiquette      | Étiquette                          | Voix         | %            | Voix        | %           | Sièges |
| -------------- | ---------------------------------- | ------------ | ------------ | ----------- | ----------- | ------ |
|                | Parti socialiste                   | 21 521       | 16,62        | 37 588      | 28,41       | 1      |
|                | Les Verts                          | 9 984        | 7,71         |             |             |        |
|                | Divers gauche                      | 6 366        | 4,92         | 5 803       | 4,39        | 2      |
|                | Parti communiste français          | 5 570        | 4,30         | 2 003       | 1,51        | 0      |
|                | Extrême gauche                     | 2 418        | 1,87         |             |             |        |
| Gauche         | Gauche                             | 45 859       | 35,42        | 45 394      | 34,31       | 3      |
|                |                                    |              |              |             |             |        |
|                | Divers droite                      | 23 791       | 18,38        | 31 587      | 23,88       | 6      |
|                | Union pour un mouvement populaire  | 22 960       | 17,74        | 30 585      | 23,12       | 4      |
|                | Front national                     | 17 068       | 13,18        | 5 148       | 3,89        | 0      |
|                | Union pour la démocratie française | 11 517       | 8,90         | 9 202       | 6,96        | 3      |
| Droite         | Droite                             | 75 336       | 58,22        | 76 522      | 57,85       | 13     |
|                |                                    |              |              |             |             |        |
|                | Divers                             | 6 762        | 5,22         | 10 382      | 7,85        | 1      |
|                |                                    |              |              |             |             |        |
|                | Régionalistes                      | 827          | 0,64         |             |             |        |
|                | Écologistes divers                 | 675          | 0,52         |             |             |        |
|                |                                    |              |              |             |             |        |
| Inscrits       | Inscrits                           | 224 138      | 100,00       | 224 137     | 100,00      |        |
| Abstention     | Abstention                         | 90 044       | 40,17        | 83 526      | 37,27       |        |
| Votants        | Votants                            | 134 094      | 59,83        | 140 611     | 62,73       |        |
| Blancs et nuls | Blancs et nuls                     | 4 635        | 3,46         | 8 313       | 5,91        |        |
| Exprimés       | Exprimés                           | 129 459      | 96,54        | 132 298     | 94,09       |        |

## Résultats par canton

### Canton d'Abondance
| Candidats      | Candidats             | Étiquette      | Premier tour | Premier tour | Second tour | Second tour |
| Candidats      | Candidats             | Étiquette      | Voix         | %            | Voix        | %           |
| -------------- | --------------------- | -------------- | ------------ | ------------ | ----------- | ----------- |
|                | Nicolas Rubin         | UMP            | 843          | 36,09        | 1 213       | 48,71       |
|                | Pascal Bel            | DVD            | 667          | 28,55        | 1 277       | 51,29       |
|                | Christian Ruffet      | DVG            | 325          | 13,91        |             |             |
|                | Marie-Estelle Buttner | DVD            | 292          | 12,50        |             |             |
|                | Stéphane Duchosal     | FN             | 126          | 5,39         |             |             |
|                | Lina Urban            | EXG            | 83           | 3,55         |             |             |
|                |                       |                |              |              |             |             |
| Inscrits       | Inscrits              | Inscrits       | 3 689        | 100,00       | 3 689       | 100,00      |
| Abstention     | Abstention            | Abstention     | 1 199        | 32,50        | 991         | 26,86       |
| Votants        | Votants               | Votants        | 2 490        | 67,50        | 2 698       | 73,14       |
| Blancs et nuls | Blancs et nuls        | Blancs et nuls | 154          | 6,18         | 208         | 7,71        |
| Exprimés       | Exprimés              | Exprimés       | 2 336        | 93,82        | 2 490       | 92,29       |

### Canton d'Alby-sur-Chéran
| Candidats      | Candidats          | Étiquette      | Premier tour | Premier tour | Second tour | Second tour |
| Candidats      | Candidats          | Étiquette      | Voix         | %            | Voix        | %           |
| -------------- | ------------------ | -------------- | ------------ | ------------ | ----------- | ----------- |
|                | Fernand Peilloud*  | DVG            | 1 478        | 32,86        | 2 369       | 49,16       |
|                | Jean-Marie Grange  | PS             | 1 073        | 23,86        | 1 653       | 34,30       |
|                | Jean-Luc Mesnage   | FN             | 796          | 17,70        | 797         | 16,54       |
|                | Daniel Lemoine     | DVD            | 577          | 12,83        |             |             |
|                | Jean-Pierre Dagand | EXG            | 279          | 6,20         |             |             |
|                | Luc Sinkiewicz     | PCF            | 155          | 3,45         |             |             |
|                | David Giagnorio    | EXG            | 140          | 3,11         |             |             |
|                |                    |                |              |              |             |             |
| Inscrits       | Inscrits           | Inscrits       | 7 496        | 100,00       | 7 496       | 100,00      |
| Abstention     | Abstention         | Abstention     | 2 735        | 36,49        | 2 456       | 32,76       |
| Votants        | Votants            | Votants        | 4 761        | 63,51        | 5 040       | 67,24       |
| Blancs et nuls | Blancs et nuls     | Blancs et nuls | 263          | 5,52         | 221         | 4,38        |
| Exprimés       | Exprimés           | Exprimés       | 4 498        | 94,48        | 4 819       | 95,62       |

*sortant

### Canton d'Annecy-Centre
| Candidats      | Candidats             | Étiquette      | Premier tour | Premier tour | Second tour | Second tour |
| Candidats      | Candidats             | Étiquette      | Voix         | %            | Voix        | %           |
| -------------- | --------------------- | -------------- | ------------ | ------------ | ----------- | ----------- |
|                | Jean-Luc Rigaut*      | UDF            | 2 133        | 40,89        | 3 162       | 58,31       |
|                | Laurent Dupont        | PS             | 1 235        | 23,68        | 2 261       | 41,69       |
|                | Marie Favre           | FN             | 590          | 11,31        |             |             |
|                | Nicole Nachon         | Verts          | 554          | 10,62        |             |             |
|                | Emmanuel Jules        | DVD            | 397          | 7,61         |             |             |
|                | Gersende Prior        | EXG            | 137          | 2,63         |             |             |
|                | Jean-Pierre Majtan    | PCF            | 105          | 2,01         |             |             |
|                | Adolphe Maxime Muller | SE             | 65           | 1,25         |             |             |
|                |                       |                |              |              |             |             |
| Inscrits       | Inscrits              | Inscrits       | 9 782        | 100,00       | 9 783       | 100,00      |
| Abstention     | Abstention            | Abstention     | 4 410        | 45,08        | 4 088       | 41,79       |
| Votants        | Votants               | Votants        | 5 372        | 54,92        | 5 695       | 58,21       |
| Blancs et nuls | Blancs et nuls        | Blancs et nuls | 156          | 2,90         | 272         | 4,78        |
| Exprimés       | Exprimés              | Exprimés       | 5 216        | 97,10        | 5 423       | 95,22       |

*sortant

### Canton d'Annecy-Nord-Ouest
| Candidats      | Candidats         | Étiquette      | Premier tour | Premier tour | Second tour | Second tour |
| Candidats      | Candidats         | Étiquette      | Voix         | %            | Voix        | %           |
| -------------- | ----------------- | -------------- | ------------ | ------------ | ----------- | ----------- |
|                | Christian Jeantet | PS             | 4 640        | 28,06        | 8 976       | 52,68       |
|                | Pierre Bruyère    | UMP            | 3 480        | 21,04        | 8 062       | 47,32       |
|                | Jacques Vassieux  | FN             | 2 555        | 15,45        |             |             |
|                | Alain Veyret      | UDF            | 2 493        | 15,08        |             |             |
|                | Patrick Caillet   | Verts          | 1 998        | 12,08        |             |             |
|                | Francine Sanchez  | PCF            | 422          | 2,55         |             |             |
|                | Jean-Paul Mace    | EXG            | 386          | 2,33         |             |             |
|                | Yolande Trouillet | DVD            | 336          | 2,03         |             |             |
|                | René Hamel        | EXG            | 226          | 1,37         |             |             |
|                |                   |                |              |              |             |             |
| Inscrits       | Inscrits          | Inscrits       | 28 063       | 100,00       | 28 064      | 100,00      |
| Abstention     | Abstention        | Abstention     | 10 775       | 38,40        | 9 946       | 35,44       |
| Votants        | Votants           | Votants        | 17 288       | 61,60        | 18 118      | 64,56       |
| Blancs et nuls | Blancs et nuls    | Blancs et nuls | 752          | 4,35         | 1 080       | 5,96        |
| Exprimés       | Exprimés          | Exprimés       | 16 536       | 95,65        | 17 038      | 94,04       |

### Canton d'Annecy-le-Vieux
| Candidats      | Candidats               | Étiquette      | Premier tour | Premier tour | Second tour | Second tour |
| Candidats      | Candidats               | Étiquette      | Voix         | %            | Voix        | %           |
| -------------- | ----------------------- | -------------- | ------------ | ------------ | ----------- | ----------- |
|                | Antoine de Menthon*     | UMP            | 6 927        | 42,54        | 10 448      | 62,27       |
|                | Alain Pitte             | PS             | 3 389        | 20,81        | 6 331       | 37,73       |
|                | Stéphane Littoz-Baritel | Verts          | 2 066        | 12,69        |             |             |
|                | Max Brison              | FN             | 1 815        | 11,15        |             |             |
|                | Bernard Exartier        | DVD            | 529          | 3,25         |             |             |
|                | Didier Jouffrey         | DVD            | 472          | 2,90         |             |             |
|                | Robert Garrette         | PCF            | 358          | 2,20         |             |             |
|                | José Goemans            | EXG            | 338          | 2,08         |             |             |
|                | Christian Gilquin       | DVG            | 204          | 1,25         |             |             |
|                | Ignace Virzi            | ECO            | 184          | 1,13         |             |             |
|                |                         |                |              |              |             |             |
| Inscrits       | Inscrits                | Inscrits       | 27 514       | 100,00       | 27 514      | 100,00      |
| Abstention     | Abstention              | Abstention     | 10 626       | 38,62        | 9 889       | 35,94       |
| Votants        | Votants                 | Votants        | 16 888       | 61,38        | 17 625      | 64,06       |
| Blancs et nuls | Blancs et nuls          | Blancs et nuls | 606          | 3,59         | 846         | 4,80        |
| Exprimés       | Exprimés                | Exprimés       | 16 282       | 96,41        | 16 779      | 95,20       |

*sortant

### Canton d'Annemasse-Nord
| Candidats      | Candidats           | Étiquette      | Premier tour | Premier tour | Second tour | Second tour |
| Candidats      | Candidats           | Étiquette      | Voix         | %            | Voix        | %           |
| -------------- | ------------------- | -------------- | ------------ | ------------ | ----------- | ----------- |
|                | Raymond Bardet*     | DVD            | 4 017        | 39,33        | 6 733       | 63,42       |
|                | Guillaume Mathelier | PS             | 2 018        | 19,76        | 3 884       | 36,58       |
|                | Brigitte Rouquier   | FN             | 1 309        | 12,82        |             |             |
|                | Christian Curdy     | Verts          | 1 230        | 12,04        |             |             |
|                | Jean-Pierre Benoist | UDF            | 1 196        | 11,71        |             |             |
|                | Catherine Derrien   | EXG            | 260          | 2,55         |             |             |
|                | Philippe Febvay     | PCF            | 184          | 1,80         |             |             |
|                |                     |                |              |              |             |             |
| Inscrits       | Inscrits            | Inscrits       | 19 569       | 100,00       | 19 569      | 100,00      |
| Abstention     | Abstention          | Abstention     | 9 089        | 46,45        | 8 477       | 43,32       |
| Votants        | Votants             | Votants        | 10 480       | 53,55        | 11 092      | 56,68       |
| Blancs et nuls | Blancs et nuls      | Blancs et nuls | 266          | 2,54         | 475         | 4,28        |
| Exprimés       | Exprimés            | Exprimés       | 10 214       | 97,46        | 10 617      | 95,72       |

*sortant

### Canton de Cluses
| Candidats      | Candidats        | Étiquette      | Premier tour | Premier tour | Second tour | Second tour |
| Candidats      | Candidats        | Étiquette      | Voix         | %            | Voix        | %           |
| -------------- | ---------------- | -------------- | ------------ | ------------ | ----------- | ----------- |
|                | Pierre Devant*   | SE             | 2 576        | 34,03        | 4 927       | 64,19       |
|                | Dominique Martin | FN             | 2 267        | 29,95        | 2 749       | 35,81       |
|                | Alain Perillat   | PS             | 988          | 13,05        |             |             |
|                | Marc Iochum      | DVD            | 869          | 11,48        |             |             |
|                | Olivier Marouze  | Verts          | 603          | 7,97         |             |             |
|                | Christian Prior  | EXG            | 156          | 2,06         |             |             |
|                | Luis Olearain    | PCF            | 111          | 1,47         |             |             |
|                |                  |                |              |              |             |             |
| Inscrits       | Inscrits         | Inscrits       | 13 426       | 100,00       | 13 424      | 100,00      |
| Abstention     | Abstention       | Abstention     | 5 630        | 41,93        | 5 213       | 38,83       |
| Votants        | Votants          | Votants        | 7 796        | 58,07        | 8 211       | 61,17       |
| Blancs et nuls | Blancs et nuls   | Blancs et nuls | 226          | 2,90         | 535         | 6,52        |
| Exprimés       | Exprimés         | Exprimés       | 7 570        | 97,10        | 7 676       | 93,48       |

*sortant

### Canton de Douvaine
| Candidats      | Candidats           | Étiquette      | Premier tour | Premier tour | Second tour | Second tour |
| Candidats      | Candidats           | Étiquette      | Voix         | %            | Voix        | %           |
| -------------- | ------------------- | -------------- | ------------ | ------------ | ----------- | ----------- |
|                | François Mugnier*   | UMP            | 3 008        | 41,17        | 4 688       | 60,66       |
|                | Marie-Hélène Mahevo | PS             | 1 448        | 19,82        | 3 040       | 39,34       |
|                | Colette Songeon     | FN             | 999          | 13,67        |             |             |
|                | Thierry Le Flanchec | Verts          | 989          | 13,54        |             |             |
|                | Emmanuel Heinis     | DVD            | 430          | 5,89         |             |             |
|                | Noëlle Greco        | PCF            | 241          | 3,30         |             |             |
|                | Pierre Belloir      | EXG            | 191          | 2,61         |             |             |
|                |                     |                |              |              |             |             |
| Inscrits       | Inscrits            | Inscrits       | 14 197       | 100,00       | 14 197      | 100,00      |
| Abstention     | Abstention          | Abstention     | 6 606        | 46,53        | 6 086       | 42,87       |
| Votants        | Votants             | Votants        | 7 591        | 53,47        | 8 111       | 57,13       |
| Blancs et nuls | Blancs et nuls      | Blancs et nuls | 285          | 3,75         | 383         | 4,72        |
| Exprimés       | Exprimés            | Exprimés       | 7 306        | 96,25        | 7 728       | 95,28       |

*sortant

### Canton de Faverges
| Candidats      | Candidats            | Étiquette      | Premier tour | Premier tour | Second tour | Second tour |
| Candidats      | Candidats            | Étiquette      | Voix         | %            | Voix        | %           |
| -------------- | -------------------- | -------------- | ------------ | ------------ | ----------- | ----------- |
|                | Pierre Losserand*    | UMP            | 2 414        | 41,41        | 3 610       | 63,12       |
|                | Stéphane Saint Pol   | PS             | 947          | 16,25        | 2 109       | 36,88       |
|                | Jean-Paul Guillemard | DVD            | 884          | 15,17        |             |             |
|                | Bernard Baudino      | FN             | 693          | 11,89        |             |             |
|                | Jean-Charles Violi   | DVG            | 319          | 5,47         |             |             |
|                | Guy Brassoud         | PCF            | 318          | 5,46         |             |             |
|                | Lionel Falcy         | REG            | 254          | 4,36         |             |             |
|                |                      |                |              |              |             |             |
| Inscrits       | Inscrits             | Inscrits       | 9 147        | 100,00       | 9 148       | 100,00      |
| Abstention     | Abstention           | Abstention     | 3 103        | 33,92        | 3 013       | 32,94       |
| Votants        | Votants              | Votants        | 6 044        | 66,08        | 6 135       | 67,06       |
| Blancs et nuls | Blancs et nuls       | Blancs et nuls | 215          | 3,56         | 416         | 6,78        |
| Exprimés       | Exprimés             | Exprimés       | 5 829        | 96,44        | 5 719       | 93,22       |

*sortant

### Canton de Frangy
| Candidats      | Candidats             | Étiquette      | Premier tour | Premier tour | Second tour | Second tour |
| Candidats      | Candidats             | Étiquette      | Voix         | %            | Voix        | %           |
| -------------- | --------------------- | -------------- | ------------ | ------------ | ----------- | ----------- |
|                | Vincent Rabatel       | DVD            | 807          | 25,06        | 1 701       | 54,12       |
|                | Roger Vionnet*        | DVD            | 751          | 23,32        | 1 442       | 45,88       |
|                | Raymond Courlet       | DVG            | 497          | 15,43        |             |             |
|                | Jean-Michel Jorda     | PS             | 329          | 10,22        |             |             |
|                | Alain Chamosset       | UMP            | 328          | 10,19        |             |             |
|                | Jean-Michel Mas-Daude | FN             | 255          | 7,92         |             |             |
|                | Georges Rachel        | DVD            | 187          | 5,81         |             |             |
|                | Michel Maurice        | EXG            | 66           | 2,05         |             |             |
|                |                       |                |              |              |             |             |
| Inscrits       | Inscrits              | Inscrits       | 4 961        | 100,00       | 4 959       | 100,00      |
| Abstention     | Abstention            | Abstention     | 1 652        | 33,30        | 1 555       | 31,36       |
| Votants        | Votants               | Votants        | 3 309        | 66,70        | 3 404       | 68,64       |
| Blancs et nuls | Blancs et nuls        | Blancs et nuls | 89           | 2,69         | 261         | 7,67        |
| Exprimés       | Exprimés              | Exprimés       | 3 220        | 97,31        | 3 143       | 92,33       |

*sortant

### Canton de Reignier
| Candidats      | Candidats            | Étiquette      | Premier tour | Premier tour | Second tour | Second tour |
| Candidats      | Candidats            | Étiquette      | Voix         | %            | Voix        | %           |
| -------------- | -------------------- | -------------- | ------------ | ------------ | ----------- | ----------- |
|                | Maurice Sonnerat*    | DVG            | 2 579        | 39,91        | 3 434       | 50,94       |
|                | Jean-François Ciclet | SE             | 2 338        | 36,18        | 3 307       | 49,06       |
|                | Pierre Comet         | FN             | 754          | 11,67        |             |             |
|                | Laurent Natale       | ECO            | 491          | 7,60         |             |             |
|                | Guy Magliocco        | PCF            | 300          | 4,64         |             |             |
|                |                      |                |              |              |             |             |
| Inscrits       | Inscrits             | Inscrits       | 10 684       | 100,00       | 10 684      | 100,00      |
| Abstention     | Abstention           | Abstention     | 3 968        | 37,14        | 3 582       | 33,53       |
| Votants        | Votants              | Votants        | 6 716        | 62,86        | 7 102       | 66,47       |
| Blancs et nuls | Blancs et nuls       | Blancs et nuls | 254          | 3,78         | 361         | 5,08        |
| Exprimés       | Exprimés             | Exprimés       | 6 462        | 96,22        | 6 741       | 94,92       |

*sortant

### Canton de La Roche-sur-Foron
| Candidats      | Candidats      | Étiquette      | Premier tour | Premier tour | Second tour | Second tour |
| Candidats      | Candidats      | Étiquette      | Voix         | %            | Voix        | %           |
| -------------- | -------------- | -------------- | ------------ | ------------ | ----------- | ----------- |
|                | Denis Duvernay | DVD            | 2 303        | 26,64        | 3 977       | 45,82       |
|                | Bernard Muraz  | PCF            | 1 599        | 18,49        | 2 003       | 23,08       |
|                | Marin Gaillard | UMP            | 1 462        | 16,91        | Retrait     | Retrait     |
|                | Anne Contat    | DVD            | 1 380        | 15,96        | 2 699       | 31,10       |
|                | Joël Peytavin  | UDF            | 1 016        | 11,75        |             |             |
|                | Valérie Baludo | FN             | 886          | 10,25        |             |             |
|                |                |                |              |              |             |             |
| Inscrits       | Inscrits       | Inscrits       | 13 296       | 100,00       | 13 296      | 100,00      |
| Abstention     | Abstention     | Abstention     | 4 372        | 32,88        | 4 249       | 31,96       |
| Votants        | Votants        | Votants        | 8 924        | 67,12        | 9 047       | 68,04       |
| Blancs et nuls | Blancs et nuls | Blancs et nuls | 278          | 3,12         | 368         | 4,07        |
| Exprimés       | Exprimés       | Exprimés       | 8 646        | 96,88        | 8 679       | 95,93       |

### Canton de Saint-Gervais-les-Bains
| Candidats      | Candidats           | Étiquette      | Premier tour | Premier tour | Second tour | Second tour |
| Candidats      | Candidats           | Étiquette      | Voix         | %            | Voix        | %           |
| -------------- | ------------------- | -------------- | ------------ | ------------ | ----------- | ----------- |
|                | Jean-Marc Peillex   | UDF            | 2 045        | 27,87        | 4 852       | 75,18       |
|                | Fanny Socquet       | FN             | 954          | 13,00        | 1 602       | 24,82       |
|                | Bernard Chevallier* | UMP            | 831          | 11,32        |             |             |
|                | Alain Roger         | PS             | 737          | 10,04        |             |             |
|                | Anne-Marie Biard    | Verts          | 688          | 9,38         |             |             |
|                | Gilbert Perrin      | PCF            | 584          | 7,96         |             |             |
|                | Yves Tissot         | DVD            | 567          | 7,73         |             |             |
|                | Laurent Nardi       | DVG            | 440          | 6,00         |             |             |
|                | André Payraud       | DVD            | 369          | 5,03         |             |             |
|                | Louis Alesandrini   | SE             | 68           | 0,93         |             |             |
|                | Jean-Louis Kieffer  | EXG            | 55           | 0,75         |             |             |
|                |                     |                |              |              |             |             |
| Inscrits       | Inscrits            | Inscrits       | 11 893       | 100,00       | 11 893      | 100,00      |
| Abstention     | Abstention          | Abstention     | 4 378        | 36,81        | 4 305       | 36,20       |
| Votants        | Votants             | Votants        | 7 515        | 63,19        | 7 588       | 63,80       |
| Blancs et nuls | Blancs et nuls      | Blancs et nuls | 177          | 2,36         | 1 134       | 14,94       |
| Exprimés       | Exprimés            | Exprimés       | 7 338        | 97,64        | 6 454       | 85,06       |

*sortant

### Canton de Saint-Jeoire
| Candidats      | Candidats             | Étiquette      | Premier tour | Premier tour | Second tour | Second tour |
| Candidats      | Candidats             | Étiquette      | Voix         | %            | Voix        | %           |
| -------------- | --------------------- | -------------- | ------------ | ------------ | ----------- | ----------- |
|                | Serge Pittet*         | UMP            | 1 924        | 41,31        | 2 564       | 54,41       |
|                | Daniel Revuz          | SE             | 1 287        | 27,64        | 2 148       | 45,59       |
|                | Christine Chaffard    | SE             | 428          | 9,19         |             |             |
|                | Christine Guglielmone | FN             | 424          | 9,10         |             |             |
|                | Joseph Grillet        | Verts          | 319          | 6,85         |             |             |
|                | Alain Magliocco       | PCF            | 275          | 5,91         |             |             |
|                |                       |                |              |              |             |             |
| Inscrits       | Inscrits              | Inscrits       | 6 944        | 100,00       | 6 944       | 100,00      |
| Abstention     | Abstention            | Abstention     | 2 180        | 31,39        | 1 960       | 28,23       |
| Votants        | Votants               | Votants        | 4 764        | 68,61        | 4 984       | 71,77       |
| Blancs et nuls | Blancs et nuls        | Blancs et nuls | 107          | 2,25         | 272         | 5,46        |
| Exprimés       | Exprimés              | Exprimés       | 4 657        | 97,75        | 4 712       | 94,54       |

*sortant

### Canton de Saint-Julien-en-Genevois
| Candidats      | Candidats           | Étiquette      | Premier tour | Premier tour | Second tour | Second tour |
| Candidats      | Candidats           | Étiquette      | Voix         | %            | Voix        | %           |
| -------------- | ------------------- | -------------- | ------------ | ------------ | ----------- | ----------- |
|                | Georges Étallaz*    | DVD            | 2 665        | 28,34        | 6 435       | 65,60       |
|                | François Cena       | PS             | 2 106        | 22,40        | 3 375       | 34,40       |
|                | Antoine Vielliard   | UDF            | 1 745        | 18,56        |             |             |
|                | Marc Favre          | DVD            | 1 519        | 16,15        |             |             |
|                | Xavier Socquet      | FN             | 1 065        | 11,33        |             |             |
|                | Pierre Niederhauser | PCF            | 303          | 3,22         |             |             |
|                |                     |                |              |              |             |             |
| Inscrits       | Inscrits            | Inscrits       | 18 065       | 100,00       | 18 066      | 100,00      |
| Abstention     | Abstention          | Abstention     | 8 331        | 46,12        | 7 766       | 42,99       |
| Votants        | Votants             | Votants        | 9 734        | 53,88        | 10 300      | 57,01       |
| Blancs et nuls | Blancs et nuls      | Blancs et nuls | 331          | 3,40         | 490         | 4,76        |
| Exprimés       | Exprimés            | Exprimés       | 9 403        | 96,60        | 9 810       | 95,24       |

*sortant

### Canton de Samoëns
| Candidats      | Candidats                | Étiquette      | Premier tour | Premier tour | Second tour | Second tour |
| Candidats      | Candidats                | Étiquette      | Voix         | %            | Voix        | %           |
| -------------- | ------------------------ | -------------- | ------------ | ------------ | ----------- | ----------- |
|                | François Mogenet*        | UDF            | 889          | 40,05        | 1 188       | 53,80       |
|                | Jean-Jacques Grandcollot | DVD            | 674          | 30,36        | 1 020       | 46,20       |
|                | Josiane Scheppler-Dubeau | Verts          | 316          | 14,23        |             |             |
|                | Fanny Martin             | FN             | 240          | 10,81        |             |             |
|                | François Chagniot        | EXG            | 101          | 4,55         |             |             |
|                |                          |                |              |              |             |             |
| Inscrits       | Inscrits                 | Inscrits       | 3 584        | 100,00       | 3 582       | 100,00      |
| Abstention     | Abstention               | Abstention     | 1 281        | 35,74        | 1 132       | 31,60       |
| Votants        | Votants                  | Votants        | 2 303        | 64,26        | 2 450       | 68,40       |
| Blancs et nuls | Blancs et nuls           | Blancs et nuls | 83           | 3,60         | 242         | 9,88        |
| Exprimés       | Exprimés                 | Exprimés       | 2 220        | 96,40        | 2 208       | 90,12       |

*sortant

### Canton de Thonon-les-Bains-Ouest
| Candidats      | Candidats            | Étiquette      | Premier tour | Premier tour | Second tour | Second tour |
| Candidats      | Candidats            | Étiquette      | Voix         | %            | Voix        | %           |
| -------------- | -------------------- | -------------- | ------------ | ------------ | ----------- | ----------- |
|                | Jean Denais          | DVD            | 3 099        | 26,43        | 6 303       | 51,40       |
|                | Georges Constantin   | PS             | 2 611        | 22,27        | 5 959       | 48,60       |
|                | Jean-Luc Bidal       | UMP            | 1 743        | 14,86        |             |             |
|                | Brigitte Songeon     | FN             | 1 340        | 11,43        |             |             |
|                | Jean-Pierre Burnet   | Verts          | 1 221        | 10,41        |             |             |
|                | Michel Vuillaume     | PCF            | 615          | 5,24         |             |             |
|                | Jean-Pierre Rambicur | REG            | 573          | 4,89         |             |             |
|                | Paul Somm            | DVG            | 524          | 4,47         |             |             |
|                |                      |                |              |              |             |             |
| Inscrits       | Inscrits             | Inscrits       | 21 828       | 100,00       | 21 829      | 100,00      |
| Abstention     | Abstention           | Abstention     | 9 709        | 44,48        | 8 818       | 40,40       |
| Votants        | Votants              | Votants        | 12 119       | 55,52        | 13 011      | 59,60       |
| Blancs et nuls | Blancs et nuls       | Blancs et nuls | 393          | 3,24         | 749         | 5,76        |
| Exprimés       | Exprimés             | Exprimés       | 11 726       | 96,76        | 12 262      | 94,24       |